# Veritat a mitges
Una veritat a mitges  és una declaració enganyosa, que inclou algun element de veritat. La declaració pot ser parcialment veritat, pot ser totalment certa, però només d'una part de la veritat global, o usar un element enganyós, com una puntuació inadequada, o un doble sentit, sobretot si la intenció és enganyar, evadir, o tergiversar la veritat
Les veritats a mitges, juntament amb la veritat fora de context (que és un altre tipus de mitja veritat), són pitjors que les mentides, ja que poden convèncer molt més fàcilment al receptor del missatge amb la part de veritat aportada. Els nazis van emprar en la seva propaganda (Goebbels en va ser l'ànima) des de la mentida directa, la mitja veritat i/o la veritat fora de context.